# Muthulakshmi Reddy
Muthulakshmi Reddy (in hindī मुत्तुलक्ष्मी रेड्डी; Pudukkottai, 30 luglio 1886 – Chennai, 22 luglio 1968) è stata un'attivista indiana.

## Biografia
Nata nello stato del Pudukkottai del Tamil Nadu in un'epoca in cui alle donne era precluso l'accesso all'istruzione, Muthulakshmi Reddy fu la prima donna a conseguire una laurea in medicina al Madras Medical College nel 1912 e nello stesso anno fu assunta come chirurgo dell'ospedale per donne e bambini di Chennai.
In campo politico conseguì il primato di prima donna eletta al Consiglio legislativo di Chennai nel 1926, incarico che servì sostenendo i diritti delle donne e preoccupandosi dei loro problemi e della loro salute sessuale, tanto da varare nel 1927 il Manifesto della soppressione del traffico immorale di donne e bambini. Nel 1929 prese parte alla lotta per l'abolizione del devadasi nell'India meridionale, una pratica che consisteva nel far sposare delle fanciulle alle divinità di alcuni templi, e nel 1930 istituì l'Avvai House che accoglieva giovani ragazze proteggendole dai bordelli o dal devadasi.
In contrasto con gran parte dell'All India Women's Congress (AIWC), Muthulakshmi Reddy si oppose al controllo delle nascite, ritenendolo pericoloso per l'"igiene morale" della nazione, e si mobilitò affinché le pratiche contraccettive venissero illustrate alle sole coppie sposate. Nonostante queste opinioni controverse, Muthulakshmi Reddy fu comunque un importante membro attivo Women's India Association e fu curatrice editoriale della rivista dell'associazione intitolata Stri‐Dharma dal 1931 al 1940. Nel 1931 fu la prima presidente eletta dell'AIWC e lavorò a stretto contatto con le attiviste Annie Besant, Margaret Cousins, Kamaladevi Chattopadhyay e Lakshmi N. Menon.
I rapporti con l'AIWC non furono sempre collaborativi. Muthulakshmi Reddy sosteneva l'istruzione femminile, ma riteneva che per le giovani donne fosse più utile occuparsi di scienze domestiche oppure studiare infermieristica e ostetricia, per quanto lei stessa fosse un medico. In accordo con il governo coloniale si attivò per introdurre strutture educative migliori e separate per le donne.
Il suo contributo maggiore fu l'istituzione del Cancer Institute nel 1955. L'anno successivo fu insignita del Padma Bhushan.